# Chércoles
Chércoles es una localidad castellana en la provincia de Soria (Castilla y León, España). Históricamente perteneciente a la Comunidad de Villa y Tierra de Almazán, pertenece al municipio de Almaluez.

## Toponimia
Chércoles proviene del mozárabe 'cherco' o del árabe vulgar 'Yerku', que significa «la encina»
.

## Geografía
Pertenece al partido judicial de Almazán.

## Historia
Hacia mediados del siglo XIX, el lugar, por entonces con ayuntamiento propio, tenía contabilizada una población de 306 habitantes. La localidad aparece descrita en el séptimo volumen del Diccionario geográfico-estadístico-histórico de España y sus posesiones de Ultramar de Pascual Madoz de la siguiente manera:

Con Ayuntamiento en la provincia de Soria, partido judicial de Almazán, aud. territ de Burgos y Diocesis de Osma.Situado en un barranco y de escasa ventilación; su clima no es de los más sanos, y se padecen con frecuencia tercianas, cuartanas, calenturas inflamatorias y reumas. Tiene 87 casas, la del ayuntamiento, en la que se haya la escuela de instrucción primaria, concurrida por 46 alumnos a cargo de un maestro y de un sacristán, dotado con 40 fan. de trigo; pósito pio y una iglesia parroquial de primer ascenso (San Bernardino de Sena), servida por un cura de provisión real y ordinaria; el templo es un edificio sólido y bastante capaz; tiene 6 altares con el mayor, único de algún mérito por su arquitectura y dorado; buen surtido de ornamentos y en cuanto alhajas las indispensables para el culto, contándose entre ellas un relicario en el que se conserva parte del corazón del santo titular con su correspondiente auténtica; en la torre está el reloj público y contiguo a la iglesia el cementerio cerrado de piedra y bien ventilado; hay una fuente de buen agua que proviene al vecindario para beber y demás usos domésticos.Confina el término N.y O. Valtueña; E.Monteagudo Y S. Puebla de Eca y Almaluez. El terreno es quebrado y montuoso, en todas direcciones se encuentra arbolado de encina y roble. CAMINOS:los locales y los que dirigen a Almazán y a Aragón. CORREO: se recibe y se despacha en la adm. de la cab. del part. por un balijero. PROD: trigo puro, poco centeno, avena, cebada, garbanzos, lentejas, yeros,almortas, patatas, cáñamo y azafrán, se cria ganado lanar, vacuno, caballar, mular y de cerda, caza mayor y menor. IND: la agricola, corte de leñas para el combustible y el carboneo, 5 telares de lienzos, 4 de paños y algunos otros oficios y artes mecánicas más indispensables. COM: Exportación de algun ganado, frutos sobrantes, leña y carbón, imp. de articulos que faltan. POBL: 76 vec. 306 almas, CAP.IMP. 82806 rs y 20 mrs.

Entre los varios azafranares que hay en este pueblo se encuentra uno que la constante tradición de los naturales asegura haber sido plantado por  V.M. Maria Jesus de Agreda, que vivió en Chercoles antes de tomar el hábito, se conserva en toda su lozanía y vigor, sin más cultivo que la ligera cava que se le da anualmente. Es propiedad muy respetada en el país y se refiere que habiéndose tomado de ella cebollas para plantar en otros puntos, en ninguno ha producido. Acerca de estos particulares han depuesto los ancianos y párrocos del pueblo con más latitud en el proceso beatificación de Sor Maria de Jesus de Agreda.
(Madoz, 1847, pp. 318-319)

Parece que en su término municipal pudieron existir varios poblados celtíberos.
Cerro Hijoso: Situado a 1800 m. al NO, sobre la cota 971; se recuerda haber oído que en tal cerro había existido un pueblo
.
San Bernardino: Situado a 3300 m al SE, en el mismo lugar donde se alza la estación se conserva el recuerdo de haber existido la ermita de San Bernardino, probable iglesia de un antiguo poblado.
Torrepardilla: Despoblado en el término de Chércoles, 4900 m al E/SE de la aldea; 500 m al norte del ferrocarril Valladolid-Ariza, sobre la cota 881.
A la caída del Antiguo Régimen la localidad se constituye en municipio constitucional en la región de Castilla la Vieja, partido de Almazán que en el censo de 1842 contaba con 76 hogares y 306 vecinos.
Fue estación apeadero de la línea de Ferrocarril Valladolid-Ariza. Situada en una curva, contaba con una vía de sobrepaso, otra de muelle, dos depósitos con la caseta de la bomba y dos grúas hidráulica
. La línea fue clausurada en 1984 debido a su baja rentabilidad alegada en un informe que contenía datos que no reflejaban la realidad de la línea.
Chércoles, forma parte de la diócesis de Osma la cual, a su vez, pertenece a la archidiócesis de Burgos. 

## Demografía
| Gráfica de evolución demográfica de Chércoles entre 1842 y 1970 |
| |
| Población de derecho según los censos de población del INE Población de hecho según los censos de población del INEEntre el censo de 1981 y el anterior, este municipio desaparece porque se integra en el municipio 42018 (Almaluez) |

| 455                       | 343 | 327 | 352 | 382 | 411 | 397 | 358 | 340 | 259 | 136 |
| (Fuente: INE [Consultar]) |     |     |     |     |     |     |     |     |     |     |

A partir de 1981 Chércoles se une al censo de Almaluez
Cuenta con una población total censada de 29 habitantes -11 mujeres y 18 varones-

## Comunicaciones
Se accede por la carretera provincial SO-P-3107, las vías más habituales para llegar a esta carretera son:
- CL-116 carretera Burgo de Osma a Aragón
- SO-P-3002 carretera provincial que lleva a la A-2 a la altura de Santa María de Huerta

## Patrimonio
En la localidad se encuentra la iglesia de Nuestra Señora de Rueda, de estilo gótico flamígero con las armas de los Hurtado de Mendoza.